# Mali Planatak
Mali Planatak je nenaseljeni otočić u hrvatskom dijelu Jadranskog mora.
Njegova površina iznosi 0,013 km². Dužina obalne crte iznosi 0,46 km.